# Ayşe Erzan

Ayşe Erzan (n. 1949, Ankara, Ankara, Turcia) este o fiziciană teoreticiană. Ea a primit o serie de premii, inclusiv un premiu L’Oréal-UNESCO pentru femeile din știință în 2003 și un premiu Rammal în 2009.

## Biografie
Ayşe Erzan s-a născut în 1949 în Ankara. În urma studiilor la Istanbul, Erzan a urmat Colegiul Bryn Mawr din Pennsylvania, Statele Unite, unde a obținut diploma în 1970. A primit un doctorat în fizică de la Universitatea Stony Brook din New York în 1976.
Erzan s-a întors la Ankara, unde a lucrat un an la Universitatea Tehnică din Orientul Mijlociu (în turcă Orta Doğu Teknik Üniversitesi, ODTÜ) ca membru al departamentului de fizică. Ea a intrat în 1977 la Universitatea Tehnică din Istanbul (İstanbul Teknik Üniversitesi, ITU). În acea perioadă a fost implicată în mișcări pentru pace și feminism. În urma loviturii militare de stat turcești din 1980, a părăsit țara. Din 1981 până în 1990 Erzan a lucrat și a predat la diferite instituții de cercetare și universități. Din 1981 până în 1982 a lucrat la Departamentul de fizică teoretică al Universității din Geneva. Din 1982 până în 1985 a fost vizitator asistent la Universitatea Porto din Portugalia. A fost apoi membră a Fundației Alexander von Humboldt de la Departamentul de fizică teoretică al Universității din Marburg din 1985 până în 1987. Din 1987 până în 1990, a lucrat ca cercetător la Universitatea din Gronigen. Erzan a lucrat o scurtă perioadă în cercetare la Centrul Internațional de Fizică Teoretică din Triest, înainte de a se întoarce la Universitatea Tehnică din Istanbul în 1990. De asemenea, ea a continuat cercetările la Institutul Feza Gürsey (în turcă: Feza Gürsey Enstitüsü). 
Erzan a devenit asociat al Academiei Turce de Științe (în turcă: Türkiye Bilimler Akademisi – TÜBA) în 1995 și i s-a acordat titlul de membru complet în 1997. În același an, a primit premiul științific TÜBİTAK (Türkiye Bilimsel ve Teknolojik Araștırma Kurumu, Consiliul de Cercetări Științifice și Tehnologice din Turcia). Erzan a primit un premiu L’Oréal-UNESCO pentru femeile din știință în 2003 și Premiul Rammal în 2009. Pentru angajamentul său pe tot parcursul vieții cu privire la drepturile omului, a fost onorată în 2020 cu Premiul Andrei Saharov din partea Societății Americane de Fizică. Ea este membră a Academiei Mondiale a Științelor , precum și al Academiei de Știință din Istanbul (Bilim Akademisi Derneği) și face parte din comitetele de redacție ale Journal of Statistical Physics și European Physical Journal B.